# Tóth Tibor (szociálpolitikus)
Tóth Tibor (Tiszafüred, 1974. október 25. –) szociálpolitikus, címzetes egyetemi tanár, egyetemi magántanár. A Facultas Humán Gimnázium alapító igazgatója, a Belügyminisztérium Gondoskodáspolitikai Tudományos Tanácsának elnöke, a Slachta Margit Nemzeti Szociálpolitikai Intézet főigazgatója.

## Tanulmányai
Tudományos doktori fokozatot (PhD) szerzett történelemtudományból (Debreceni Egyetem, 2007) és szociális jogból (Pécsi Tudományegyetem, 2021). Habilitált doktori minősítését a Károli Gáspár Református Egyetemen a hazai és nemzetközi szociálpolitikai modellekből védte meg.

## Életútja
2003-ban megalapította az általa vezetett Facultas Alapítvány fenntartásában működő Facultas Humán Gimnáziumot, amelynek igazgatója lett. 2010-től állami feladatokat vállalt, a Nemzeti Család- és Szociálpolitikai Intézet főigazgatójaként dolgozott (2016. szeptember 1-jével az Emberi Erőforrások Minisztériumába olvadt be). Később a Nemzeti Fogyatékosságügyi és Szociálpolitikai Központot vezette. Irányítása alatt készült el a Komplex kisokos a közszolgáltatások egyenlő esélyű hozzáférésének biztosításához című tanulmány.
2020-tól a Nemzeti Közszolgálati Egyetem és az Eötvös Loránd Tudományegyetem egyetemi magántanára, a Pázmány Péter Katolikus Egyetem Gondoskodáspolitikai Intézetének vezetője. 2024. május 30-tól a Nemzeti Közszolgálati Egyetem címzetes egyetemi tanára.
2021. január 1-től a 2020-ban alapított Nemzeti Szociálpolitikai Intézet (NSZI) főigazgatója lett. Az intézet 2021 őszén felvette Slachta Margit nevét. 2022. évben a Belügyminisztérium Gondoskodáspolitikai Tudományos Tanácsának tagja lett, később a tanácson belül a Gondoskodáspolitikai Munkacsoport vezetőjének választották. Felkai László felkérésére 2023 novemberében a Belügyi Tudományos Tanács tagjai közé is bekerült. 2024. március 20. napján a Belügyminisztérium Gondoskodáspolitikai Tudományos Tanács elnöki teendőit is átvette.
Fontos feladatának tekinti a gondoskodáspolitika képzési rendszerének megszervezését, az Eszterházy Károly Katolikus Egyetem gondoskodáspolitikai menedzser szakirányú továbbképzési szak és a Pázmány Péter Katolikus Egyetem gondoskodáspolitika mesterképzési szak megszületésében kiemelkedő szerepet vállalt.
Bár a gondoskodáspolitika új kifejezés, az tulajdonképpen a szociálpolitika szinonimája, amit az ötödik Orbán-kormány vezetett be, és ilyen képzések korábban is léteztek. Azon kívül, hogy a gondoskodáspolitika kifejezés, és a mögöttes tartalom sem tisztázott, szakmai szervezetek kritikát fogalmaznak meg azzal kapcsolatban is, hogy a szociálpolitika általános alapelveinek, értékeinek és korszerű tudományos módszertanát háttérbe szorítva a képzések egyértelműen a kereszténység és annak morális megközelítéseit helyezi előtérbe, ezzel is tovább növelve az aránytalanságot az egyházak szerepvállalásában a területen. Tóth Tibor szerint azért kellett létrehozni az új képzéseket, mert „egyre kevesebben jelentkeztek a felsőoktatás ilyen irányaiba”.
2024. szeptember 30-án újabb egyházi intézménnyel, ezúttal az Evangélikus Hittudományi Egyetemmel kötött megállapodást a Slachta Margit Nemzeti Szociálpolitikai Intézet, tovább növelve ezzel az aránytalan szerepvállalást. Az ünnepélyes rendezvényen Tóth Tibor bejelentette, hogy már többen vesznek részt ezeken a „modernizált” képzésekben, mint az ország összes többi szociálismunkás-képzésén. Ezt az eredményt a Hír TV Politikai Hobbista műsorának adott korábbi interjújában is többször említette, és Jeszenszky Zsolt kérdésére azzal magyarázta a nagyobb érdeklődést, hogy más egyetemeken a szakok elnevezése tartja vissza a jelentkezőket, mert a „szociális munkás” nem cseng jól és az előző „szociális rendszerhez” kapcsolják. A „gondoskodás”, a segítő világ viszont sokkal régebbre nyúlik vissza a magyarság számára: az a kereszténységből gyökerezik. Ezt a történelmi múltat a szakmai képzés során tudatosítani kell. Ezzel kapcsolatban kiemelte, hogy az általános vélekedéssel szemben, a Horthy-rendszerben a pénzszűke ellenére olyan szociálpolitikai intézkedésekkel enyhítették a nagy gazdasági világválság hatásait, amelyekre a mai napig büszkék lehetünk. A népszerűség további okaként azt nevezte meg, hogy a mesterképzések a jövőbe mutatnak, olyan hasznos elemei vannak, amelyek felkészítik a diákokat a modern kor kihívásaira, mint pl. a mesterséges intelligencia; a múlttaL, pl. a 90-es évek problémáival nem kell foglalkozni. Szerinte a többi egyetemnek, ahová kevesen jelentkeznek, el kellene gondolkodni, hogyan tudnának modernizálni és hogyan tudnának olyan népszerűséget elérni, mint amilyet a PPKE. Azt is megemlítette, hogy szintén vonzó lehet az, hogy a mesterképzés végén annak, aki szeretné a Slachta Margit Nemzeti Szociálpolitikai Intézet kiállít egy oklevelet, amely egyenértékű egy „szociális vezetőképző” szak elvégzésével, mert az oktatott tananyagok szinte megegyeznek. Arra a kérdésre, hogy milyen munkát fognak tudni végezni az itt diplomát szerzők, amely jobban vonzza őket más egyetemek egyenértékű diplomájához képest, Tóth nem válaszol, pedig a kérdés többször is felmerül. Azt ő is elismeri, hogy ez a munkaterület sosem volt agyonfizetett, az viszont nem kerül szóba, hogy az egyházak az államtól kapott támogatásokkal, az egyházi intézményekben mennyivel jobban tudják megfizetni ezeket a szakembereket, és mennyiben lehet előny ha valaki eleve egy hitéleti ideológiai szempontból létrehozott képzésen vett részt.

## Magánélete
Szabadidejét lányaival szereti tölteni, akik 2024 tavaszán 12 és 18 évesek. Barátainak és tanítványainak a szorgalom és alázat tekintetében a jezsuitákat szokta példaként állítani: „ők ugyanis ha szükséges elmennek takarítani, ha mást diktál az élet, átöltöznek és egyetemi tanárként oktatják az embereket. Azt gondolom, hogy ez a fajta alázat és szorgalom kellő példamutatás lehet mindannyiunk számára”.

## Művei
- Tóth Tibor. Társadalmi problémák a vidéki Magyarországon és szociálpolitikai viták a törvényhozásban az 1930-as években. Gondolat Kiadó (2018). ISBN 978 963 693 914 4[37]

## Kitüntetései, díjai
- 2016. évben Pro-Urbe Erzsébetváros díjjal tüntette ki Budapest VII. kerület Erzsébetváros Önkormányzata[38]
- 2022. évben szülővárosában, Tiszafüreden „Tiszteletbeli polgár” címet kapott[39] majd 2023. évben Tiszafüred díszpolgára lett[40]
- 2023. március 15-én Magyarország köztársasági elnöke a Magyar Érdemrend lovagkeresztje kitüntetést adományozta részére, a szociális képzési rendszer megújítása és a szociális módszertan intézményi hátterének fejlesztéséért (a kitüntetésre az Értelmi Fogyatékossággal Élők és Segítőik Országos Érdekvédelmi Szövetsége és a Gondoskodáspolitikai Államtitkárság jelölte)[36][41]
- 2023. augusztus 20. napján a Jász-Nagykun-Szolnok Vármegyei Közgyűlés a "Vármegyei Tudományos Díj" kitüntetésben részesítette[42]
- 2023 szeptemberében elnyerte a Jász-Nagykun-Szolnok vármegyei „Príma díjat”[43]
- 2024 februárjában a Jász-Nagykun-Szolnok Vármegyei Hírportál és a Új Néplap „Év embere” (2023) közönségszavazásán a címet neki ítélték[20]